# Artemisia wellbyi
Artemisia wellbyi là một loài thực vật có hoa trong họ Cúc. Loài này được Hemsl. & H.Pearson mô tả khoa học đầu tiên năm 1902.